# الیکایی صخره‌ای
الیکایی صخره‌ای (نام علمی: Salpinctes obsoletus) نام یک گونه از تیره الیکایی است.